# Piper reticulatum
Piper reticulatum là một loài thực vật có hoa trong họ Hồ tiêu. Loài này được L. miêu tả khoa học đầu tiên năm 1753.